# 魯斯特維爾 (喬治亞州)
魯斯特維爾（英語：Roosterville）是位於美國喬治亞州赫德縣的一個非建制地區。該地的面積和人口皆未知。

## 地理
魯斯特維爾的座標為33°24′12″N 85°11′02″W / 33.40333°N 85.18389°W，而該地的平均海拔高度為313米（即1027英尺）。